# Firesprite
Firesprite ist ein britischer Videospielentwickler, der 2012 von ehemaligen Mitgliedern des Studio Liverpool in Liverpool, England gegründet wurde.

## Geschichte
Firesprite wurde 2012 von Graeme Ankers, Lee Carus, Chris Roberts, Stuart Tilley und Stuart Lovegrove gegründet. Im Studio arbeiten auch Entwickler vom ehemaligen Entwicklungsstudio Psygnosis. Psygnosis war vor allem für die Wipeout-Serie bekannt.
2013 half das Team bei der Entwicklung des Launchtitels The Playroom, welches für die PlayStation 4 erschien. Danach entwickelten sie den Spiel Run Sackboy! Run!, welches 2014 auf Mobilgeräten erschien. Zusammen mit SIE Japan Studio entwickelten sie das VR-Spiel The Playroom VR.
Im Mai 2019 wurde bekannt gegeben, dass bald ein Update für The Persistence veröffentlicht wird. Die Complete Edition vom Spiel wurde als kostenloses Update veröffentlicht.
Im März 2021 kündigte das Unternehmen eine Partnerschaft mit Cloud Imperium Games an, um an Theaters of War (Arbeitstitel) zu arbeiten, einem Mehrspieler-Modus, der für deren Spiel Star Citizen entwickelt werden soll.
September 2021 kaufte Sony Interactive Entertainment das Studio. Oktober 2021 erwarb Firesprite das Studio Fabrik Games, wodurch sich die Mitarbeiterzahl des Studios auf 265 erhöhte.

## Videospiele
| Titel                            | Jahr | Plattform(en)                                                                           |
| -------------------------------- | ---- | --------------------------------------------------------------------------------------- |
| The Playroom                     | 2013 | PlayStation 4 mit PlayStation Camera                                                    |
| Run Sackboy! Run!                | 2014 | PlayStation Vita, Android, iOS                                                          |
| The Playroom VR                  | 2016 | PlayStation 4 mit PlayStation VR                                                        |
| Air Force Special Ops: Nightfall | 2017 | PlayStation 4 mit PlayStation VR                                                        |
| The Persistence                  | 2018 | PlayStation 4 mit PlayStation VR                                                        |
| The Persistence                  | 2020 | PlayStation 4, PlayStation 5, Xbox One, Xbox Series, Nintendo Switch, Microsoft Windows |
| Horizon Call of the Mountain     | 2023 | PlayStation 5 mit PlayStation VR2                                                       |